# Мюкериккю
Мюкериккю (Мёкерикё, фин. Mökerikkö — «ненормальный», Мюарка) — небольшой скалистый остров в Ладожском озере, часть Западного архипелага. Территориально принадлежит Лахденпохскому району Карелии, Россия.
Остров вытянулся с северо-востока на юго-запад на 1,4 км, ширина до 0,6 км. Остров является скалой высотой 23 м. Возле южного края расположены ещё 2 мелких скалистых острова под названием Торилуодот.
Берега острова — вылизанный водой гранит, местами порубленный. Немногочисленные деревья.
Высшая точка острова — 20 метров от уровня воды, на ней стоит невысокая наблюдательная башня. Есть два орудийных дворика, траншеи, несколько подземных ходов, стрелковые ячейки по периметру, обведённые колючей проволокой. На южном берегу — плоские камни, далеко уходящие в воду. На западном — обжитая бухточка.